# Miguel Ángel Blanco
Miguel Ángel Blanco Garrido (Ermua, 13 maggio 1968 – Lasarte-Oria, 13 luglio 1997) è stato un politico spagnolo, consigliere della località biscaglina di Ermua dal Partito Popolare, tra il 1995 e il 1997.
Il 10 luglio 1997 fu rapito da tre membri dell'ETA, i quali chiesero che i prigionieri dell'organizzazione terroristica venissero portati nelle prigioni dei Paesi Baschi. Dato il rifiuto del Governo centrale, il pomeriggio del 12 luglio fu ferito a morte in un campo e morì all'alba del giorno 13..

## Biografia
Miguel Ángel Blanco nasce il 13 maggio 1968 a Ermua (Biscaglia) in una famiglia umile. Ha una sorella, María del Mar. Suo padre, Miguel Blanco, era un operaio edile e sua madre, Consuelo Garrido, era una casalinga. Erano immigrati galiziani di Xunqueira de Espadanedo (Ourense, Galizia)
Miguel Ángel Blanco si è laureato in economia presso l'Università dei Paesi Baschi a Sarriko. Per molto tempo ha lavorato con suo padre nel settore delle costruzioni, ma ha trovato lavoro presso l’Eman Consulting, a Eibar, dove ha fatto il pendolare ogni giorno in treno. Ha anche suonato la batteria nelle band Poker and Cañaveral. Era un appassionato di sport e il suo sogno era di manifestare a Madrid per protestare contro la possibile chiusura del centro sportivo di Ermua.
Nel 1995 si è unito all'ala giovanile del PP, Nuova Generazione; dato che si trattava di un partito relativamente piccolo nell'area in cui i partiti nazionali competono contro il Partito Nazionalista Basco, era il terzo candidato alle elezioni municipali di quell'anno; È divenuto membro del consiglio comunale.
Aveva una fidanzata, Marimar, ed erano intenzionati a sposarsi nel settembre del 1997.

### Sequestro
Il 10 luglio 1997, Blanco è stato rapito dall'ETA minacciando la sua uccisione se il governo spagnolo non avesse trasferito tutti i prigionieri dell'ETA nelle carceri nei Paesi Baschi entro 48 ore. Centinaia di migliaia di persone si radunarono per manifestare in tutta la Spagna, chiedendo il rilascio di Miguel Ángel, ma 50 minuti dopo la scadenza del termine, alle 16:50 del 12 luglio, gli spararono alla nuca. Poco dopo, fu trovato alla periferia di San Sebastian, agonizzante, con le mani legate. Morì all'ospedale alle 4:30 il 13 luglio.

### Ripercussioni
Il suo rapimento e la sua morte colpirono molto la società spagnola. Ebbero un profondo impatto sulla società basca e, fatto senza precedenti, anche alcuni sostenitori dell'ETA condannarono pubblicamente l'uccisione. Lo "Spirito di Ermua" nacque in quel periodo come l'organizzazione anti-terrorismo Forum di Ermua e la Fondazione Miguel Ángel Blanco.
Nel 2006 ha avuto inizio il processo contro i suoi rapitori e assassini, Francisco Javier Garcia Gaztelu ("Txapote") e la sua ragazza, Irantzu Gallastegi ("Amaia"). Un altro rapitore, José Luis Geresta Mujika, si è suicidato due anni dopo l'omicidio di Miguel Ángel.